# Прегара
Прегара (словен. Pregara) — поселення в общині Копер, Регіон Обално-крашка, Словенія. Висота над рівнем моря: 445,4 м.